# Het Vennenbos
Het Vennenbos is een bungalowpark van Landal GreenParks in Hapert.

## Geschiedenis

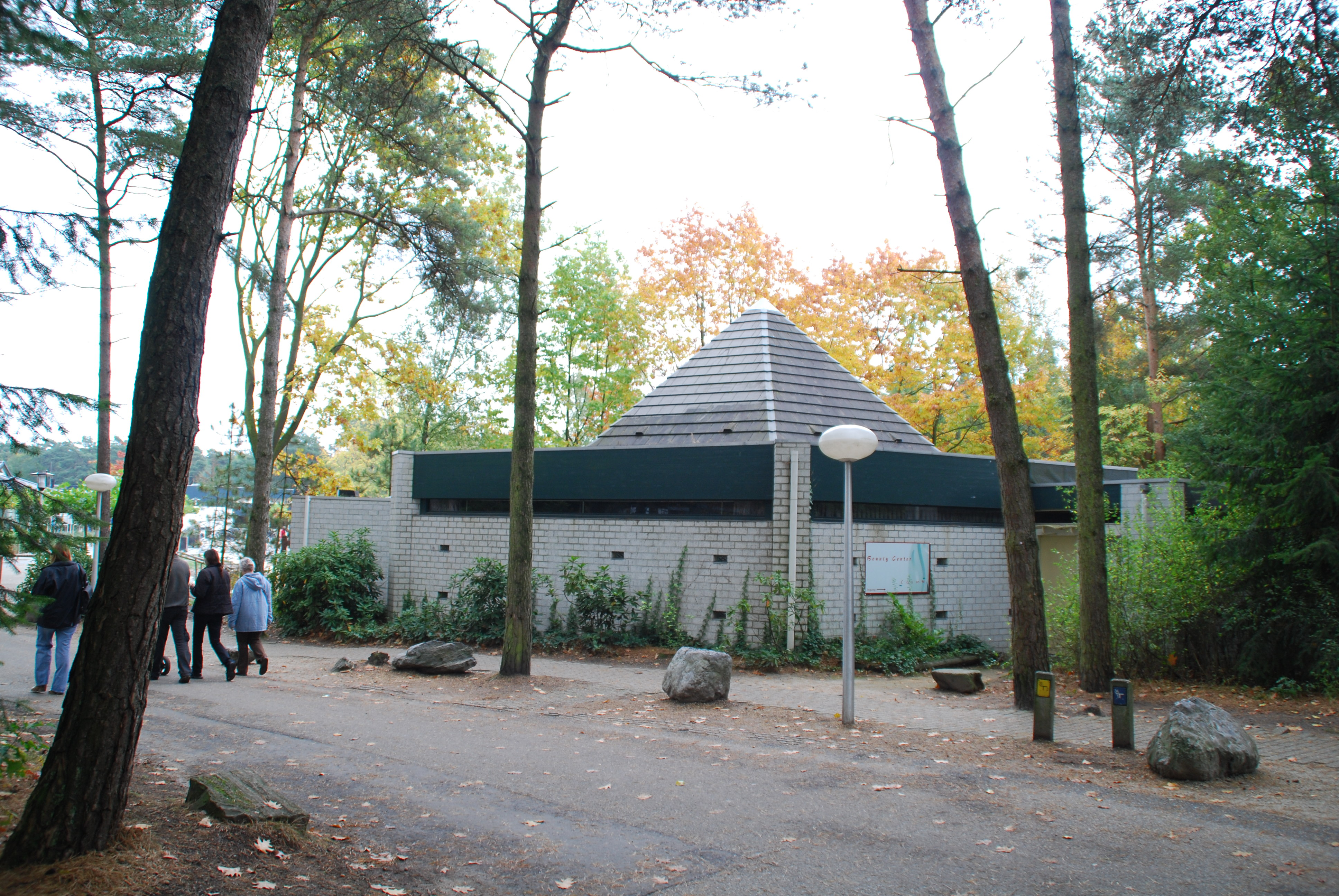
Voormalige kerk op het Vennenbos

Het Vennenbos werd in 1970 geopend als het tweede park van Sporthuis Centrum, sinds 1986 Center Parcs. De grote vraag naar de vakantiebungalows op het in 1968 geopende park De Lommerbergen leidde ertoe dat binnen twee jaar een nieuw park kon worden geopend.
In 1994 werd het park bij gebrek aan uitbreidingsmogelijkheden verkocht aan Creatief Vakantieparken, dat in 1997 opging in Gran Dorado. In 2002 werd Het Vennenbos bij de fusie van Gran Dorado en Center Parcs verkocht aan Landal GreenParks. Anno 2020 telt Het Vennenbos 523 bungalows op een oppervlakte van ongeveer 50 hectare. Op het park staan nog voornamelijk de oorspronkelijke "Sporthuis Centrum" bungalows van architect Jaap Bakema. De voor Sporthuis Centrum typerende rooms-katholieke gebouwen zijn niet meer in gebruik; de Mariakapel is gesloopt en de kerk heeft sinds de jaren 1990 een andere functie.
Het Vennenbos ligt in het natuurgebied De Brabantse Kempen. Het park heeft verschillende faciliteiten, waarbij de horeca is geconcentreerd op de Parc Plaza. Er zijn verscheidene sportfaciliteiten en het park beschikt over een subtropisch zwemparadijs.

## Trivia
- In 1996 kwam het Vennenbos veelvuldig voor in het nieuws, nadat circusdirecteur Herman van der Vegt, beter bekend als Herman Renz, en zijn vrouw Diana Luycx omkwamen door een koolmonoxidevergiftiging in hun woontrailer.
- Het Vennenbos diende in 2004 als decor voor de film 06/05, wat het laatste voltooide werk van Theo van Gogh was.